# هوارد شو
هوارد شو (بالإنجليزية: Howard Shu) هو لاعب كرة الريشة أمريكي، ولد في 28 نوفمبر 1990 في لوس ألاميتوس في الولايات المتحدة.

## وصلات خارجية
- هوارد شو على موقع BWF.tournamentsoftware.com (الإنجليزية)
- هوارد شو على موقع BWFbadminton.com (الإنجليزية)
- هوارد شو على موقع اللجنة الأولمبية الدولية (الإنجليزية)
- هوارد شو على موقع أوليمبيديا (الإنجليزية)